# Aaron Johnson (zapaśnik)
Aaron Anthony Johnson (ur. 14 kwietnia 1999) – jamajski zapaśnik walczący w stylu wolnym. Zajął 21. miejsce na mistrzostwach świata w 2023 roku. 
Brązowy medalista igrzysk panamerykańskich w 2023 i mistrzostw panamerykańskich w 2023, a także igrzysk Ameryki Środkowej i Karaibów w 2023. Piąty na igrzyskach Wspólnoty Narodów w 2022 roku.